# Prairie School

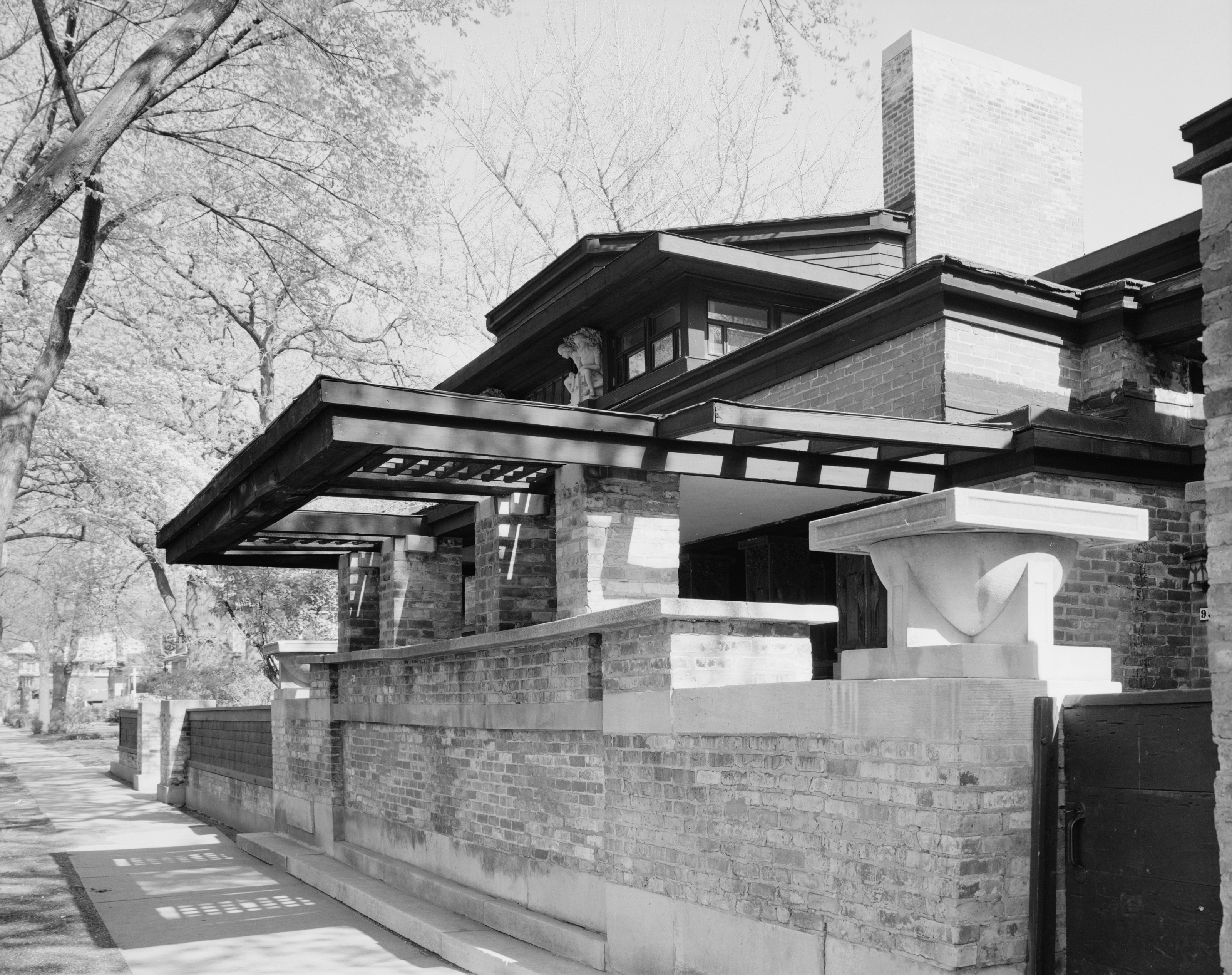
Ontwerp van Frank Lloyd Wright

De Prairie School is een architectonische stijl van het einde van de negentiende eeuw en het begin van de twintigste eeuw, ontstaan in het Midwesten van de Verenigde Staten.

## Ontstaan
De Prairie School ontstond in Chicago en omgeving. Als grondleggers van deze school gelden Frank Lloyd Wright en zijn leermeester Louis Sullivan, alhoewel die laatste niet altijd bij de Prairie School wordt gerekend. Men wilde breken met de klassieke, uit Europa stammende architectuur en haar conventies, en een zuiver Amerikaanse architectuur creëren.

## Stijlkenmerken
De stijl van Prairie School wordt gekenmerkt door horizontale lijnen, platte daken, beheerste versieringen en asymmetrie. Door het gebruik van nieuwe materialen zoals gewapend beton kunnen overhangende platte daken en grote raampartijen gerealiseerd worden. Hierdoor kan veel lichtinval gecreëerd worden. Een huis is voor deze architectonische richting vooral een binnenruimte ontworpen om er in te leven en de uitwendige structuur is bijkomstig. De plaatsing van het gebouw in de natuurlijke omgeving is belangrijk en bakstenen, natuursteen en vooral hout zijn geliefde bouwmaterialen. Hierin onderscheidt de Prairie School zich van een meer minimalistische, industriële architectuur.